# Antoninska pesten
Den antoninska pesten var en epidemi som ägde rum i Romarriket mellan 165 och 180. Den fördes till romarriket av romerska soldater som smittats av den under ett fälttåg i öster, och spred sig sedan genom romarriket upp till Gallien och Rhen. Den har föreslagits vara smittkoppor eller mässling, men dess exakta natur är okänd. 